# M/S King Seaways
King Seaways er en cruisefærge ejet og drevet af DFDS. Skibet er i fast rutefart mellem IJmuiden vest for Amsterdam i Holland og North Shields 13 km øst for Newcastle i England. Hun byggedes i 1987 som Nils Holgersson af Schichau Unterweser-værftet i Bremerhaven til TT Line. I perioden 1993-2006 hed skibet Val de Loire og sejlede på Den engelske Kanal for Brittany Ferries. DFDS købte skibet i 2006 og døbte hende King of Scandinavia, og hun var da malet hvid lige som de øvrige cruisefærger i DFDS Seaways-flåden. I 2011 omdøbtes hun til sit nuværende navn, og skroget og skorstenen maledes mørkeblå lige som DFDS' øvrige flåde.

## Historie
Skibets bestiltes af det svenske rederi TT-Line i midtfirserne og fik navnet Nils Holgersson. Skibet var søsterskib til den lidt ældre Peter Pan. Begge skibe var de hidtil største, der havde sejlet for TT-Line, da de sattes i drift på ruten mellem Trelleborg og Travemünde. Nils Holgersson solgtes til Sweferry i 1992 men forblev på den eksisterende rute.
I januar 1993 købte Brittany Ferries skibet og ombyggede det indvendigt med nyt interiør og udvendigt med en mere strømlinet forreste overbygning. Skibet omdøbtes til Val de Loire og sattes i fast rutefart på Den engelske Kanal mellem England og Frankrig. I november 2005 solgtes hun til DFDS. Som Val de Loire sejlede hun for sidste gang mellem Portsmouth og Cherbourg den 20. februar 2006.
I februar 2006 omdøbtes hun til King of Scandinavia og var det tredje skib i DFDS' historie til at bære det navn. Mellem den 2. og 11. marts 2006 ombyggedes hun i IJmuiden og sattes derefter ind mellem Newcastle og IJmuiden/Amsterdam, hvor hun indtil maj 2007 samsejlede med Queen of Scandinavia. Herefter samsejlede hun med søsterskibet Princess Seaways. I 2011 omdøbtes hun til King Seaways.

## Uheld
Den 28. december 2013 kl. 23 blev skibet ramt af en brand i en kahyt, da skibet befandt sig 50 km fra den engelske kyst. Ifølge DFDS var der 946 passagerer og 127 besætningsmedlemmer om bord. 15 passagerer og otte besætningsmedlemmer blev undersøgt for røgforgiftning af en læge om bord, og to passagerer og fire besætningsmedlemmer blev fløjet i land med helikopter for yderligere lægehjælp. Skibet kunne for egen kraft returnere til Newcastle, hvor det ankom kl. 05 om morgenen den 29. december 2013. En passager tilbageholdtes mistænkt for at have påsat branden.

## Galleri
- Nils Nolgersson forlader Travemünde 1987
- Ved kaj i IJmuiden med åben bovport
- Ombordkørsel til bildækket, der strækker sig over tre dæk
- Som King of Scandinavia i 2010